# 그라츠 공과대학교
그라츠 공과대학교(독일어: Technische Universität Graz)는 오스트리아 슈타이어마르크주 그라츠에 위치한 오스트리아의 공립 공과대학교이다. 1811년에 설립되어 오스트리아에서 가장 오래된 과학 기술 연구 및 교육 기관이다. 현 대학은 7개의 학부로 구성되어 있다.